# Papirosa
La papirosa (oppure papirossi, papiroza) è una tipologia di sigarette preminentemente consumate in Russia. La loro composizione è inversa a quella delle sigarette occidentali ed infatti il cartoncino tubolare che funge da sostegno per il fumatore è di gran lunga più sostanzioso che il contenuto di tabacco, il quale -comunque- non supererà mai i quattro centimetri di lunghezza della papirosa. Questa tipologia ebbe la sua auge nel periodo di Stalin, il quale ordinò di costruire fabbriche di elaborazione del tabacco durante la seconda guerra mondiale, la più famosa marca di questo periodo è la Belomorkanal.

## Etimologia
Il lemma papirosa deriva dalla parola polacca papieros (plurale papierosy), ossia "sigaretta". A sua volta papieros è l'unione fra il lemma papier, ovvero "carta", e la terminazione -os dalla lingua spagnola, mutuata dal termine «cigarillos».

## Struttura ed utilizzo
La papirosa, per sua stessa natura, è una sigaretta senza filtro, cioè priva di alcun catalizzatore delle sostanze più nocive del tabacco. Differentemente dalle altre sigarette senza filtro il contenuto di monossido di carbonio, catrame e nicotina è minore rispetto ad un pacchetto di Camel o Lucky Strike della stessa fattura, ciò però non equivale a dire che tale sigaretta sia meno nociva per la salute. L'utilizzo di questo prodotto è possibile attraverso delle fasi di cui il tabagismo occidentale non ha conoscenza. Innanzitutto le papirose non vengono fumate nel territorio ex-sovietico come si suol fare con una normale senza filtro occidentale, infatti queste ultime vengono fumate appena tolte dal pacchetto, al contrario una papirosa necessita la piegatura del cartone in due o tre parti, si richiede quindi uno schiacciamento orizzontale e parallelo alla bocca sull'estremo del cartone in qualità di imboccatura, la quale solitamente tende ad essere piegata verso terra per comodità, ed un piegamento verticale successivo all'imboccatura che funga da camera per la zona di filtrazione, pur essendo questa quasi nulla. Per una questione di praticità i fumatori russi tendono anche a fare due piegature verticali, cosicché sia di più facile impugnatura la papirosa nel punto preciso fra le due camere di filtrazione. Posteriormente a questa fase di preparazione, si manda in combustione l'estremità ricolma di tabacco e si aspirano i fumi tramite l'imboccatura.

## Popolarità
Le papirose sono le sigarette russe meno costose, per l'appunto il costo di una stecca arriva ad essere di 9 dollari, dunque, possiamo dedurre che il costo di un pacchetto sia di 90 centesimi. Grazie alla loro composizione meno dannosa delle sigarette occidentali ed al loro basso livello di nicotina, catrame e monossido, queste sigarette sono ancora assai fumate nel territorio dell'ex-Unione Sovietica. Nel mondo musicale la più famosa marca di papirose, Belomorkanal, nata in ossequio del compimento dei lavori nel canale del Mar Bianco-Mar Baltico, per l'appunto беломорканaл (trasl. Belomorkanal) per volontà di Stalin, fu soggetto di opere come la canzone "Moi Dom", Casa Mia, di Jan Krzistof Kelus, in cui si compara le Belomorkanal alle Auschwitz filter, dacché nella costruzione del canale fra il Mar Baltico ed il Mar Bianco vi furono svariate centinaia di morti bianche. Anche nel mondo della Letteratura capitarono riferimenti alle Belomorkanale ed alla papirosa: ad esempio la serie su Arkady Renko di Martin Cruz Smith, oppure la novella Belomor di Nicolas Rothwell, ispirata proprio al pacchetto di sigarette sovietico. Nel mondo giovanile sembra essere molto apprezzato l'uso delle papirose ai fini del consumo di stupefacenti, in vari articoli si riporta questa pratica dello svuotare la papirosa e riempirla nuovamente con una mistura di tabacco e marijuana.